# Óðrerir
Nella mitologia norrena, Óðrerir, Óðrørir o Óðrœrir fanno riferimento ad un recipiente contenente l'idromele della poesia (assieme a Boðn e Són) o l'idromele stesso.

## Citazioni

### Edda in poesia
Óðrerir viene citato in due passaggi ambigui del Hávamál. In una prima stanza (107) si fa capire a volte che Óðrerir sia sinonimo di idromele della poesia, ma entrambe le interpretazioni sono possibili.
In un'altra stanza (140) il significato di Óðrerir dipende dalla traduzione.
In molte traduzioni Óðrerir sembra fare riferimento ad un recipiente, ma anche altre interpretazioni di ausinn Óðreri sono altrettanto valide , il che porta a pensare che Óðrerir sia l'idromele stesso.

### Edda in prosa
Secondo Snorri Sturluson, Óðrerir è il nome del calderone in cui il sangue di Kvasir fu miscelato con il miele per creare l'idromele.
Allo stesso modo Snorri afferma che questo "liquido di Óðrerir e Boðn e Són" (lögr Óðreris ok Boðnar ok Sónar) è un kenning per "l'idromele della poesia" (Skáldskaparmál, 3).
Nella poesia scaldica Óðrerir è sinonimo di idromele della poesia e si crede che l'associazione Óðrerir-vascello sia un'invenzione di  Snorri. Inoltre l'etimologia del nome (che può essere tradotta in "fonte di ispirazione" o "fonte di rabbia") sembra indicare che si tratti dell'idromele. Boðn probabilmente significa "recipiente" e Són significa "riconciliazione" o "sangue".